# 1989年フランスグランプリ
1989年フランスグランプリは、1989年F1世界選手権の第7戦として、1989年7月9日にポール・リカール・サーキットで開催された。

## 概要

### レース前
レース前に行われた会見で、アラン・プロストは1989年限りで6年間にわたり所属したマクラーレンチームを去ることを発表した。
ベネトンチームはこのレースで新設計エンジンのHBを搭載した新車B189をデビューさせ、アレッサンドロ・ナニーニが使用した。
ティレルはキャメルのスポンサーを獲得し、マールボロの個人スポンサーを持つミケーレ・アルボレートに代わりF3000ドライバーのジャン・アレジをエントリーした。
アロウズはデレック・ワーウィックがレーシングカート運転中の事故で負傷したため、代わりにマーティン・ドネリーがドライブした。

### 予選
予選では自国グランプリとなるプロストがチームメイトのアイルトン・セナを2/100秒上回るタイムで、前戦カナダGPに続きシーズン2度目のポールポジションを獲得した。フェラーリのナイジェル・マンセルがそれに続き、新車を投入したナニーニが4番手となった。

### 決勝
スタートが切られると、2番グリッドからスタートしたセナがリードを奪って第1コーナーへ進入した。ところが、10番グリッドから好スタートを切ったマウリシオ・グージェルミンが第1コーナーでの減速時にティエリー・ブーツェンやナイジェル・マンセルなどを巻き込んでクラッシュした。グージェルミンはブーツェン車に接触した際に跳ね上がり裏返しに着地し、その際マンセルのフェラーリのリアウィング周辺を破壊した。この事故でレースは中断した。再スタートまでにグージェルミンとマンセルはマシンが間に合わず、ピットスタートを余儀なくされた。
再スタートが切られると、セナのマシンはディファレンシャルのトラブルで間もなく停止した。プロストは首位のまま第1コーナーを抜けると、以後誰にもその位置を明け渡すことなくゴールまで走り切った。プロスト以外の予選上位のドライバーは、ピットスタートとなったマンセル以外は7番グリッドのアリオーまでがマシントラブルで姿を消した。
マンセルは激しく追い上げ、レース終了時には2位まで挽回した。3位にはリカルド・パトレーゼが入り、自国でF1デビューを果たしたアレジが4位に入賞した。グージェルミンは規定周回数不足のため完走扱いとはならなかったものの、初のファステストラップを記録した。

## 結果

### 予選結果
| 順位 | No | ドライバー                 | コンストラクタ         | 1回目    | 2回目    |
| ---- | -- | -------------------------- | ---------------------- | -------- | -------- |
| 1    | 2  | アラン・プロスト           | マクラーレン・ホンダ   | 1'08.285 | 1'07.203 |
| 2    | 1  | アイルトン・セナ           | マクラーレン・ホンダ   | 1'07.920 | 1'07.228 |
| 3    | 27 | ナイジェル・マンセル       | フェラーリ             | 1'09.030 | 1'07.455 |
| 4    | 19 | アレッサンドロ・ナニーニ   | ベネトン・フォード     | 1'09.615 | 1'08.137 |
| 5    | 5  | ティエリー・ブーツェン     | ウィリアムズ・ルノー   | 1'08.299 | 1'08.211 |
| 6    | 28 | ゲルハルト・ベルガー       | フェラーリ             | 1'09.011 | 1'08.233 |
| 7    | 30 | フィリップ・アリオー       | ローラ・ランボルギーニ | 1'09.478 | 1'08.561 |
| 8    | 6  | リカルド・パトレーゼ       | ウィリアムズ・ルノー   | 1'09.326 | 1'08.993 |
| 9    | 3  | ジョナサン・パーマー       | ティレル・フォード     | 1'10.238 | 1'09.026 |
| 10   | 15 | マウリシオ・グージェルミン | マーチ・ジャッド       | 1'10.122 | 1'09.036 |
| 11   | 37 | ベルトラン・ガショー       | オニクス・フォード     | 1'10.564 | 1'09.122 |
| 12   | 16 | イヴァン・カペリ           | マーチ・ジャッド       | 1'09.569 | 1'09.283 |
| 13   | 36 | ステファン・ヨハンソン     | オニクス・フォード     | 1'10.600 | 1'09.299 |
| 14   | 9  | マーティン・ドネリー       | アロウズ・フォード     | 1'11.223 | 1'09.524 |
| 15   | 29 | エリック・ベルナール       | ローラ・ランボルギーニ | 1'25.401 | 1'09.596 |
| 16   | 4  | ジャン・アレジ             | ティレル・フォード     | 1'09.668 | 1'09.909 |
| 17   | 26 | オリビエ・グルイヤール     | リジェ・フォード       | 1'10.410 | 1'09.717 |
| 18   | 25 | ルネ・アルヌー             | リジェ・フォード       | 1'10.725 | 1'10.077 |
| 19   | 12 | 中嶋悟                     | ロータス・ジャッド     | 1'12.125 | 1'10.119 |
| 20   | 11 | ネルソン・ピケ             | ロータス・ジャッド     | 1'10.473 | 1'10.135 |
| 21   | 40 | ガブリエル・タルキーニ     | AGS・フォード          | 1'11.136 | 1'10.216 |
| 22   | 8  | ステファノ・モデナ         | ブラバム・ジャッド     | 1'10.910 | 1'10.254 |
| 23   | 23 | ピエルルイジ・マルティニ   | ミナルディ・フォード   | 1'10.640 | 1'10.267 |
| 24   | 20 | エマニュエル・ピロ         | ベネトン・フォード     | 1'11.566 | 1'10.292 |
| 25   | 10 | エディ・チーバー           | アロウズ・フォード     | 1'10.372 | 1'10.239 |
| 26   | 21 | アレックス・カフィ         | ダラーラ・フォード     | 1'11.409 | 1'10.468 |
| DNQ  | 22 | アンドレア・デ・チェザリス | ダラーラ・フォード     | 1'12.078 | 1'10.591 |
| DNQ  | 24 | ルイス・ペレス＝サラ       | ミナルディ・フォード   | 1'11.539 | 1'11.079 |
| DNQ  | 38 | クリスチャン・ダナー       | リアル・フォード       | 1'12.569 | 1'11.178 |
| DNQ  | 31 | ロベルト・モレノ           | コローニ・フォード     | 1'14.746 | 1'11.372 |

### 決勝結果
| 順位     | No | ドライバー                 | コンストラクタ         | 周回 | タイム/リタイヤ    | グリッド | ポイント |
| -------- | -- | -------------------------- | ---------------------- | ---- | ------------------ | -------- | -------- |
| 1        | 2  | アラン・プロスト           | マクラーレン・ホンダ   | 80   | 1:38'29.411        | 1        | 9        |
| 2        | 27 | ナイジェル・マンセル       | フェラーリ             | 80   | +44.017            | 3        | 6        |
| 3        | 6  | リカルド・パトレーゼ       | ウィリアムズ・ルノー   | 80   | +1'06.921          | 8        | 4        |
| 4        | 4  | ジャン・アレジ             | ティレル・フォード     | 80   | +1'13.232          | 16       | 3        |
| 5        | 36 | ステファン・ヨハンソン     | オニクス・フォード     | 79   | +1 Lap             | 13       | 2        |
| 6        | 26 | オリビエ・グルイヤール     | リジェ・フォード       | 79   | +1 Lap             | 17       | 1        |
| 7        | 10 | エディ・チーバー           | アロウズ・フォード     | 79   | +1 Lap             | 25       |          |
| 8        | 11 | ネルソン・ピケ             | ロータス・ジャッド     | 78   | +2 Laps            | 20       |          |
| 9        | 20 | エマニュエル・ピロ         | ベネトン・フォード     | 78   | +2 Lpas            | 24       |          |
| 10       | 3  | ジョナサン・パーマー       | ティレル・フォード     | 78   | +2 Laps            | 9        |          |
| 11       | 29 | エリック・ベルナール       | ローラ・ランボルギーニ | 77   | +3 Laps            | 15       |          |
| 12       | 9  | マーティン・ドネリー       | アロウズ・フォード     | 77   | +3 Laps            | 14       |          |
| 13       | 37 | ベルトラン・ガショー       | オニクス・フォード     | 76   | +4 Laps            | 11       |          |
| NC       | 15 | マウリシオ・グージェルミン | マーチ・ジャッド       | 71   | 規定周回数不足     | 10       |          |
| リタイヤ | 8  | ステファノ・モデナ         | ブラバム・ジャッド     | 67   | エンジン           | 22       |          |
| リタイヤ | 5  | ティエリー・ブーツェン     | ウィリアムズ・ルノー   | 50   | ギアボックス       | 5        |          |
| リタイヤ | 12 | 中嶋悟                     | ロータス・ジャッド     | 49   | エンジン           | 19       |          |
| リタイヤ | 16 | イヴァン・カペリ           | マーチ・ジャッド       | 43   | エンジン           | 12       |          |
| リタイヤ | 19 | アレッサンドロ・ナニーニ   | ベネトン・フォード     | 40   | サスペンション     | 4        |          |
| リタイヤ | 23 | ピエルルイジ・マルティニ   | ミナルディ・フォード   | 31   | エンジン           | 23       |          |
| リタイヤ | 30 | フィリップ・アリオー       | ローラ・ランボルギーニ | 30   | エンジン           | 7        |          |
| リタイヤ | 40 | ガブリエル・タルキーニ     | AGS・フォード          | 30   | エンジン           | 21       |          |
| リタイヤ | 28 | ゲルハルト・ベルガー       | フェラーリ             | 29   | クラッチ           | 6        |          |
| リタイヤ | 21 | アレックス・カフィ         | ダラーラ・フォード     | 27   | クラッチ           | 26       |          |
| リタイヤ | 25 | ルネ・アルヌー             | リジェ・フォード       | 14   | ギアボックス       | 18       |          |
| リタイヤ | 1  | アイルトン・セナ           | マクラーレン・ホンダ   | 0    | ディファレンシャル | 2        |          |

- 予選、決勝順位は、公式サイト[2]およびF1グランプリ年鑑[3]より。

## 記録
- 初グランプリ(ドライバー):ジャン・アレジ、マーティン・ドネリー、エマニュエル・ピロ、エリック・ベルナール
- 初ポイント獲得(ドライバー):ジャン・アレジ、オリビエ・グルイヤール
- 初ポイント獲得(チーム):オニクス
- 初ファステストラップ:マウリシオ・グージェルミン